# فرودگاه اوشن مریلند سیتی
فرودگاه اوشن مریلند سیتی (به انگلیسی: Ocean City Municipal Airport (Maryland)) یک فرودگاه همگانی بهره‌برداری هوایی با کد یاتا OCE است که یک باند فرود آسفالت و بتن دارد و طول باند آن ۹۷۶ متر است. این فرودگاه در کشور ایالات متحده آمریکا قرار دارد و در ارتفاع ۳ متری از سطح دریا واقع شده‌است.